# Frankenia triandra
Frankenia triandra es un arbusto de la familia Frankeniaceae. Es originaria de Sudamérica.

## Taxonomía
Frankenia triandra fue descrita por Jules Ezechiel Rémy y publicado en Annales des Sciences Naturelles; Botanique, sér. 3 8: 237. 1847.
Sinonimia
- Anthobryum aretioides Phil.
- Anthobryum clarenii (R.E.Fr.) Cabrera
- Anthobryum tetragonum Phil.
- Anthobryum triandrum (Remy) Surgis
- Frankenia clarenii R.E.Fr.
- Pycnophyllum sulcatum Griseb.[3]